# Lageröl

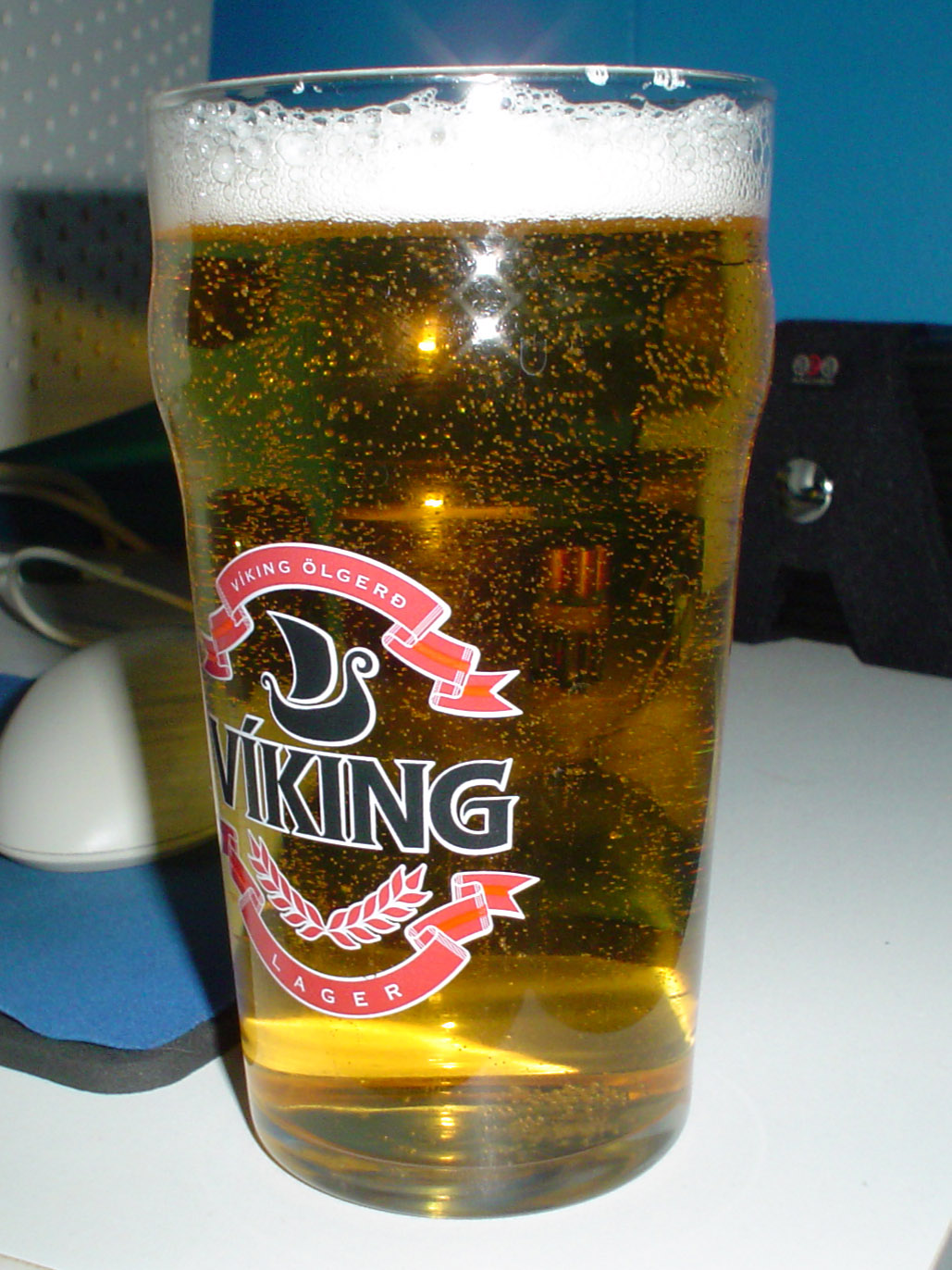
Ett glas lager

Lager är den vanligaste typen av öl. Ordet kommer från tyskans ord för att lagra och heter så just för att den tålde lagring bättre än det tidigare överjästa ölet. Jäsningen av lager sker vid förhållandevis låg temperatur (6-12 grader C) och har därför ett långsamt förlopp. Därför sjunker jästcellerna ner till botten och lager är därför ett underjäst öl.

## Huvudtyper
Det finns viss variation inom lagerölsgruppen. De tre huvudtyperna i Sverige var Münchentyp (mörk, maltaromisk, svagt humlad, lågförjäst) (i Sverige vanligast kallat Bayerskt öl); Pilsnertyp (ljus, humblebesk, högförjäst) är torr och besk och mycket ljus. Wienertypen (Vienna lager) ligger mellan dessa och är rödaktig med en halvsöt, nötliknande smak. Av övriga lageröl märks Schwarzbier, som är mycket mörkt brun med brända toner och stor kropp. Bocköl är alkoholstarka (över 7%) och ofta något söta med toner av russin och marsipan.

## Annan betydelse
Tidigare avsågs med lageröl i Sverige det som kallades Wienerlager. Den moderna terminologin är en anglicism.

## Danmark
På danska avses med lagerøl ett öl som liknar det ursprungliga tyska München- eller Bayerska typen. Det är mörkare och har en mer utpräglad maltkaraktär än pilsneröl. Det är fylligare med en lätt sötma och en mjuk humlebitterhet.

## Norge
Lagerøl eller Landsøl var norska namn på alkoholsvagt öl som marknadsfördes 1913-1972. Lageröl och landsöl var de enda ölsorter som producerades under kriget 1940-1945. Lageröl tog över som ensambenämning från 1950-talet. En ny alkoholsvag öl lanserades 1972, Briggøl infördes då som lagerölets arvtagare, tillverkat efter gemensamt recept av norska bryggareföreningens alla bryggerier. Från 1985 är detta öl ersatt med olika alkoholsvaga svaga öl med Lett eller Light i namnet och varierande smaker.